# Lorelei

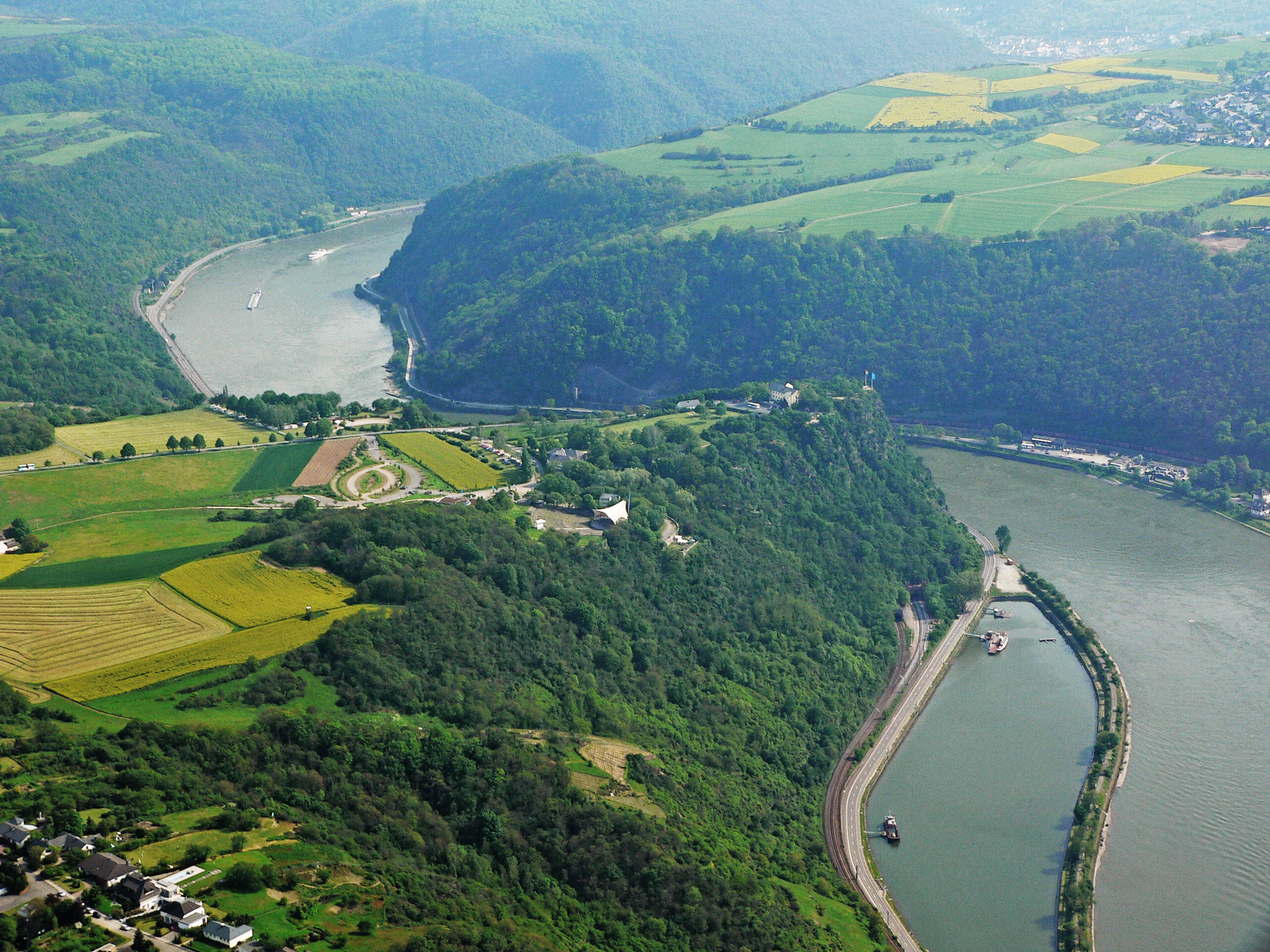
Flygfoto över Lorelei 2005.

Lorelei (tyska: Loreley) är en 132 meter hög klippa på floden Rhens högra strand vid Sankt Goarshausen i Rhein-Lahn-Kreis, Rheinland-Pfalz, Tyskland.  Foten av klippan ligger i kommunen Sankt Goarshausen medan klippans topp ligger i kommunen Bornich.
Klippan är flitigt besökt av turister på grund av den vackra utsikten över Rhen, med flera omkringliggande städer och medeltida borgar.  Vid klippan finns ett hotell, ett vandrarhem, friluftsteatern Freilichtbühne Loreley och flera andra turistanläggningar. Genom klippan går en järnvägstunnel.
Platsen räknas som en av de svåraste passagerna för sjöfarten vid Rhen, i synnerhet vid kraftiga hög- eller lågvatten, då floden är smal och klippig med snabba strömmar vid denna punkt. Trots sprängningsarbeten och signalreglering för att göra farleden säkrare har även i modern tid flera fartyg förlist vid Loreley.  2003 stötte passagerarfartyget Loreley på grund här.  Den 13 januari 2011 kantrade tankfartyget Waldhof, lastat med svavelsyra, i närheten av klippan, och två av de fyra besättningsmedlemmarna omkom.  Waldhofs förlisning orsakade också svåra störningar i flodtrafiken under en månad fram till att vraket bärgats.

## Loreleilegenden
Enligt en gammal legend, som blev omskriven av Clemens Brentano i en ballad 1801 och av Heinrich Heine i en dikt 1824, satt en älva som hette Lorelei uppe på klippan och förtrollade de sjöfarande på floden med sin stämma medan hon kammade sitt långa blonda hår med en guldkam. När hon sjöng sina vackra sånger glömde de de starka strömvirvlarna och de farliga klippreven med följd att fartygen förliste och slogs i spillror.